# Nahida trochois
Nahida trochois är en fjärilsart som beskrevs av William Chapman Hewitson 1877. Nahida trochois ingår i släktet Nahida och familjen Riodinidae. Inga underarter finns listade i Catalogue of Life.